# Rhaptonema
Rhaptonema é um género botânico pertencente à família Menispermaceae.

## Espécies
- Rhaptonema bakeriana
- Rhaptonema cancellata
- Rhaptonema densiflora
- Rhaptonema glabrifolium
- Rhaptonema latifolia
- Rhaptonema swinglei
- Rhaptonema thouarsiana

1. ↑  «Rhaptonema — World Flora Online». www.worldfloraonline.org. Consultado em 19 de agosto de 2020